# Batalha de Almenar
A batalha de Almenar aconteceu em 27 de julho de 1710 durante a Guerra de Sucessão Espanhola e marcou a última ofensiva dos partidários do arquiduque Carlos contra as tropas de Felipe de Bourbon.
Um imponente exército internacional, com tropas valenciano-catalãs, sob o comando do príncipe austríaco Guido von Starhemberg e do inglês James Stanhope, derrotou o exército bourbônico, liderado pelo Francisco Castillo Fajardo, marquês de Villadarias. A batalha foi uma vitória decisiva que permitiu a organização da última contraofensiva austracista, obrigando o exército bourbônico a abandonar a Catalunha para ser derrotado, mais tarde, em Zaragoza.